# پایگاه نیروی هوایی پراتیکا دی ماره
 پایگاه نیروی هوایی پراتیکا دی ماره (به انگلیسی: Pratica di Mare Air Force Base) یک فرودگاه نظامی با کد یاتا QLY است که یک باند فرود آسفالت دارد و طول باند آن ۲۴۸۰ متر است. این فرودگاه در شهر پومتزیا کشور ایتالیا قرار دارد و در ارتفاع ۱۲ متری از سطح دریا واقع شده است.